# Tommy Aldridge
Tommy Aldridge, född 15 augusti 1950 i Jackson, Mississippi, är en amerikansk trummis. Han har spelat i flera olika rock- och heavy metal-grupper, däribland Black Oak Arkansas, Whitesnake, Motörhead och Thin Lizzy.